# Begonia ramentacea
Begonia ramentacea là một loài thực vật có hoa trong họ Thu hải đường. Loài này được Paxton mô tả khoa học đầu tiên năm 1846.